# Shamsul Amri Baharuddin
Pour les articles homonymes, voir Amri.
Shamsul Amri Baharuddin, né 1951 à Negeri Sembilan, est un anthropologue social en Malaisie. Il a étudié l’anthropologie et la sociologie à l’université de Malaya. Il a obtenu le diplôme de doctorat de l’anthropologie sociale à l’univerisité de Monash en Australie.
Dans son ouvrage principal, « From British to Bumiputera Rule », il met l’accent sur l’histoire sous le colonialisme, le développement de la politique d’exploitation et la vie quotidienne du peuple afin de comprendre l’identité ethnique malaisienne.
Il s’est distingué par ses travaux académiques, sa critique sociale et son implication dans l'éducation.

## Publications
- From British to Bumiputera Rule
- Formal Organizations in a Malay 'Administrative Village': An Ethnographic Portrait (Occasional Paper, No 15)

## Distinction
- Prix de la culture asiatique de Fukuoka en 2008